# فالن
فالن (به لاتین: Falaën) یک منطقهٔ مسکونی در بلژیک است که در عونه واقع شده‌است.